# Heteropyge cayennophilus
Heteropyge cayennophilus är en mångfotingart som först beskrevs av Filippo Silvestri 1897.  Heteropyge cayennophilus ingår i släktet Heteropyge och familjen Spirostreptidae. Inga underarter finns listade i Catalogue of Life.